# Fotogramas de Plata 1967
El lliurament dels 18è Premis Fotogramas de Plata (coneguts oficialment com a Placa San Juan Bosco), corresponents a l'any 1967, lliurats per la revista espanyola especialitzada en cinema Fotogramas, va tenir lloc el 31 de gener de 1968, diada de Sant Joan Bosco, a la residència de la família Nadal, propietària de la revista, al barri de Pedralbes (Barcelona).

## Candidatures

### Millor intèrpret de cinema espanyol
| Intèrpret      | Pel·lícula      | Resultat  |
| -------------- | --------------- | --------- |
| Antonio Iranzo | La piel quemada | Guanyador |

### Millor intèrpret de cinema estranger
| Actriu         | Pel·lícula                   | Resultat  |
| -------------- | ---------------------------- | --------- |
| Toshirō Mifune | Barba-roja Tengoku to jigoku | Guanyador |

### Millor intèrpret de televisió
| Intèrpret        | Sèrie de televisió | Resultat   |
| ---------------- | ------------------ | ---------- |
| José María Prada | Tasca de conjunt   | Guanyadora |